# Радіатор

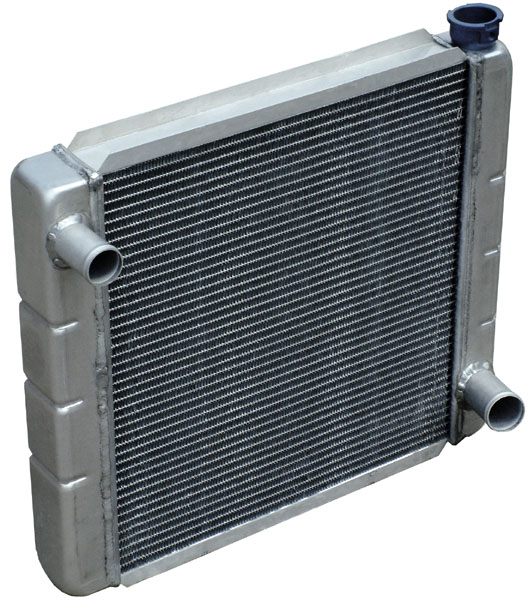
Автомобільний радіатор

Радіатор центрального опалення

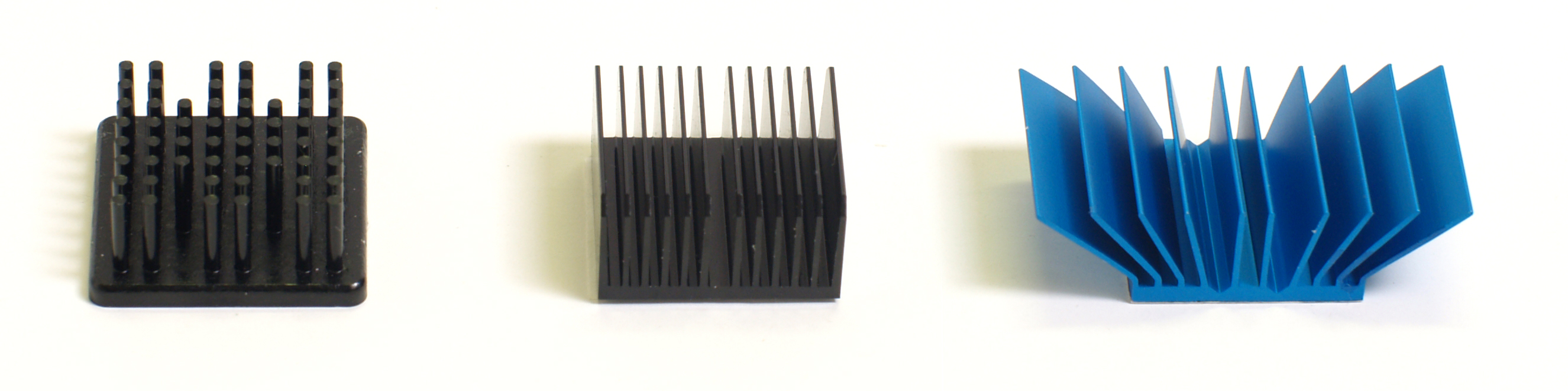
Пасивні радіатори для електронних компонентів

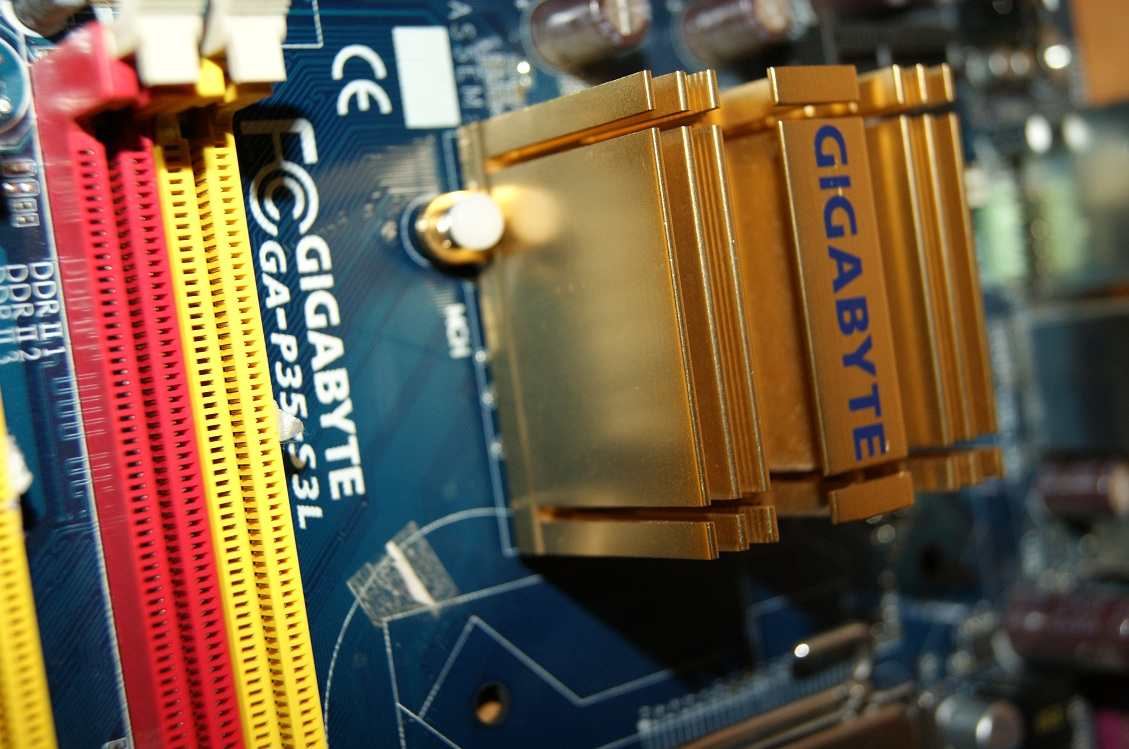
Радіатор на комп'ютерній платі

Радіатор (новолат. radiātor — «випромінювач») — пристрій для розсіювання тепла у повітрі (випромінюванням та конвекцією), повітряний теплообмінник.
Види:
- Радіатор опалення будівель.
- Радіатор рідинної системи охолодження двигунів внутрішнього згоряння.
- Радіатор системи охолодження або кондиціонування.
- Радіатор для електронних компонентів

## Радіатори ДВЗ
У двигуні внутрішнього згоряння з системою рідинного охолодження радіатор є теплообмінником, об'єднуючим два контури системи охолодження. Переважно застосовуються трубчасто-пластинчасті та трубчасто-стрічкові решітки радіаторів. У радіаторі для проходу охолоджувальної рідини застосовують шовні або суцільнотянуті трубки з латунної стрічки товщиною до 0,15 мм. Використовуються й алюмінієві радіатори: вони дешевші та легші, але теплообмінні властивості, при інших рівних умовах (розміри, площа теплообміну і т. д.), і надійність нижче.

## Радіатор для електронних компонентів
Радіатор для електронних компонентів використовується в електронних приладах. Можуть бути пасивними й активними (кулери):
- пасивний радіатор — масивна металева (алюмінієва, з алюмінієвого сплаву, мідна) пластина з ребрами або виступами для збільшення тепловиділення;
- кулер — радіатор з активним додатковим повітряним або рідинним охолодженням.

## Радіатор системи опалення

### Побутові масляні радіатори
Масляний (маслонаповнений) радіатор являє собою пересувну батарею опалення. Пристрій: всередині герметичного корпусу розташована електрична спіраль, корпус наповнений мінеральним маслом. Температура поверхні масляного обігрівача не перевищує 150 °С. тепло передається від спіралі маслу, потім від масла корпусу, і від корпусу — повітрю. Прилади цього типу надійні, довговічні, безшумні, здатні зберігати тепло тривалий час після відключення електроживлення, до того ж вважаються вельми безпечними. Основними перевагами масляних радіаторів є низька ціна, мобільність та низький рівень шуму. До недоліків традиційного маслонаповненого обігрівача можна віднести довгий розігрів (10-20 хв.).
Сучасні масляні обігрівачі мають такий набір функцій:
- Кілька режимів роботи.
- Функція «клімат-контроль»
- Таймер включення/вимкнення, радіатор нагріє приміщення до певного часу.
- Функція захисту від перегріву.
- Самоскрутний кабель живлення.
- ПДУ для масляного обігрівача.
- Вішак для сушки речей.

### Конвекційні радіатори
Багато радіаторів, окрім розсіювання частини тепла випромінюванням, іншу частину тепла відводять природною або примусовою (вентилятором) конвекцією і є комбінацією радіатора та конвектора.
Конвекційні обігрівачі — це опалювальні радіатори, на трубі яких навішені ребра. Конвекційні обігрівачі швидко нагрівають приміщення. Такі обігрівачі часто встановлюють у виробничих приміщеннях: у гаражах, цехах, на складах. Сучасні конвекційні обігрівачі зроблені з міді й алюмінію. Теплоносій стикається лише з міддю, а з алюмінію виготовляють теплопровідні пластини та корпуси.
Конвекційні обігрівачі створюють ефект повітряного теплового вентилятора та добре перемішують шари повітря в приміщенні, але це може бути і негативним фактором, оскільки в приміщенні створюються протяги, пил не осідає, постійно перебуваючи в повітрі.